# Vince Dunn
Vince Dunn (* 29. Oktober 1996 in Mississauga, Ontario) ist ein kanadischer Eishockeyspieler, der seit Juli 2021 bei den Seattle Kraken aus der National Hockey League unter Vertrag steht. Mit den St. Louis Blues, für die er zuvor aktiv war, gewann der Verteidiger in den Playoffs 2019 den Stanley Cup.

## Karriere

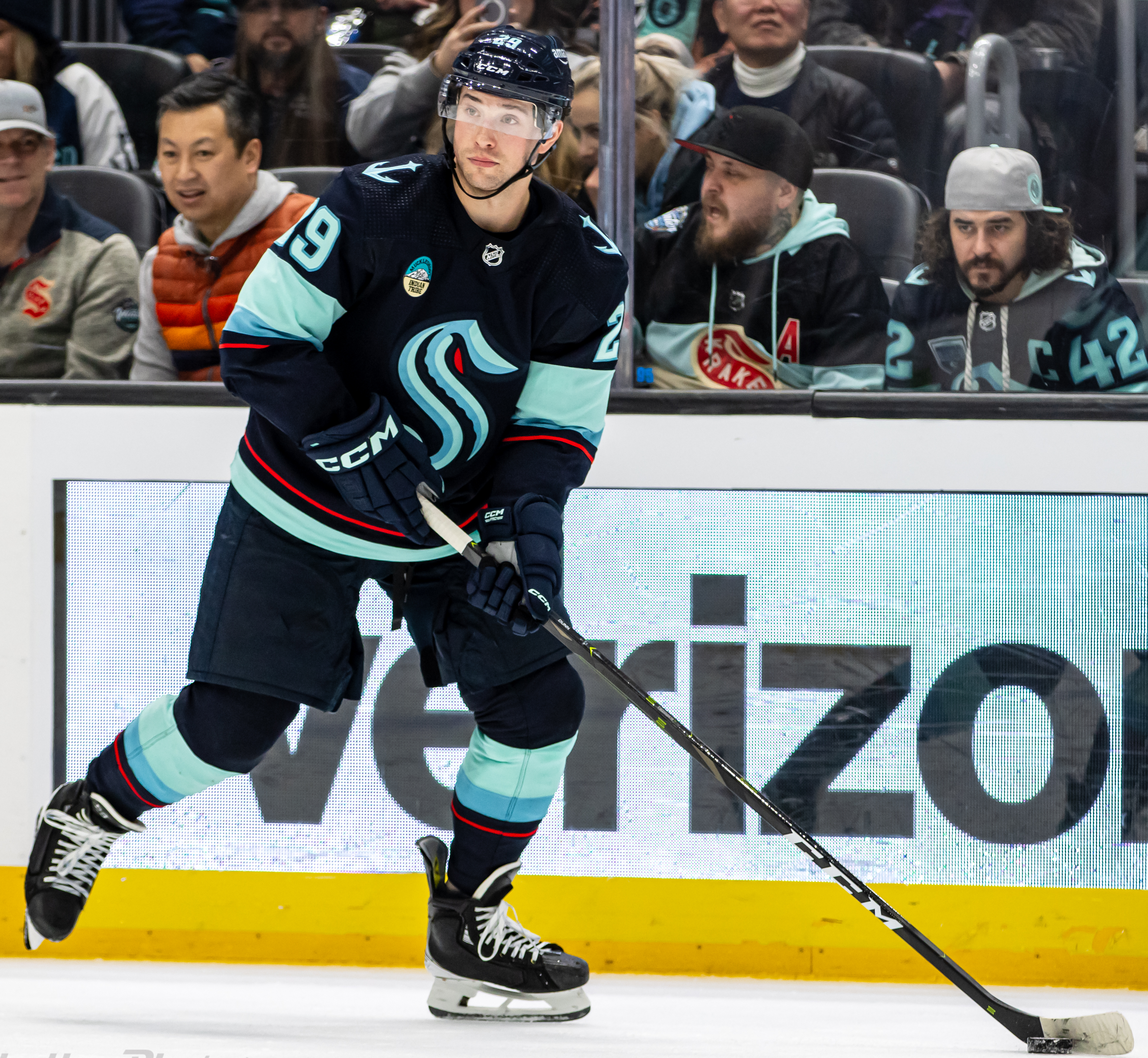
Dunn im Trikot der Seattle Kraken (2024)

Vince Dunn wurde in Mississauga geboren und wuchs in Lindsay auf, bevor er die Nachwuchsteams der Peterborough Petes durchlief. 2012 wechselte er, obwohl er bereits in der Priority Selection der Ontario Hockey League (OHL) von den Niagara IceDogs ausgewählt wurde, zu den Thorold Blackhawks in die Greater Ontario Junior Hockey League, bei denen er ein Jahr aktiv war. Erst zur Spielzeit 2013/14 schaffte er den Sprung in den Kader der IceDogs und etablierte sich dort als offensiv ausgerichteter Verteidiger, so kam er in der Saison 2014/15 auf 56 Scorerpunkte in 68 Spielen und nahm zudem am CHL Top Prospects Game teil. Anschließend wurde Dunn im NHL Entry Draft 2015 an 56. Position von den St. Louis Blues berücksichtigt, die den Kanadier im September gleichen Jahres mit einem Einstiegsvertrag ausstatteten. Dennoch kehrte er vorerst für eine weitere Spielzeit in die OHL zurück und führte die Abwehrspieler der IceDogs wie bereits im Jahr zuvor in Punkten an.
Mit Beginn der Saison 2016/17 wechselte Dunn in die Organisation der St. Louis Blues, die ihn vorerst bei ihrem Farmteam, den Chicago Wolves, in der American Hockey League einsetzten. Im Trikot der Wolves bestätigte der Kanadier die offensiven Leistungen aus den Vorjahren, so führte er in seiner ersten Profisaison alle Rookie-Verteidiger der Liga in Punkten (45) an. In der Folge erspielte sich der Abwehrspieler im Rahmen der Vorbereitung auf die Saison 2017/18 einen Platz im Aufgebot der St. Louis Blues und debütierte somit im Oktober 2017 in der National Hockey League (NHL).
Mit den Blues gewann Dunn in den Playoffs 2019 den Stanley Cup. Zwei Jahre später wurde der Verteidiger im NHL Expansion Draft 2021 von den Seattle Kraken ausgewählt, die ihn wenig später mit einem neuen Zweijahresvertrag ausstatteten, der ihm ein durchschnittliches Jahresgehalt von vier Millionen US-Dollar einbringen soll. In der Saison 2022/23 steigerte er seine Offensivstatistik deutlich auf einen bisherigen Karriere-Bestwert von 64 Punkten aus 81 Partien. Anschließend erhielt er einen neuen Vierjahresvertrag in Seattle, der sein Jahresgehalt auf 7,35 Millionen US-Dollar steigerte.

## Erfolge und Auszeichnungen
- 2015 Teilnahme am CHL Top Prospects Game
- 2017 Teilnahme am AHL All-Star Classic
- 2019 Stanley-Cup-Gewinn mit den St. Louis Blues

## Karrierestatistik
Stand: Ende der Saison 2024/25
(Legende zur Spielerstatistik: Sp oder GP = absolvierte Spiele; T oder G = erzielte Tore; V oder A = erzielte Assists; Pkt oder Pts = erzielte Scorerpunkte; SM oder PIM = erhaltene Strafminuten; +/− = Plus/Minus-Bilanz; PP = erzielte Überzahltore; SH = erzielte Unterzahltore; GW = erzielte Siegtore; 1 Play-downs/Relegation; Kursiv: Statistik nicht vollständig)